# نوروتیپیکال (فیلم)
نوروتیپیکال یک فیلم مستند محصول سال ۲۰۱۳ به کارگردانی آدام لارسن است. این فیلم زندگی را از دیدگاه افراد دارای طیف اوتیسم نشان می دهد. نوروتیپیکال در کارولینای شمالی و ویرجینیا فیلمبرداری شد.

## بازیگران
- Wolf Dunaway
- Violet
- Nicholas
- Paula
- Maddi
- John